# Pentaphylacaceae
Famille
Classification APG III (2009)
Les Pentaphylacaceae (les Pentaphylacacées en français) est une famille de plantes à fleurs dicotylédones de l'ordre des Ericales, selon la classification phylogénétique, qui comprend entre 1 et 60 espèces dans 1 à 8 genres.

## Étymologie
Le nom vient du genre type Pentaphylax, composé des mots grecs πέντε / pente, cinq, et φύλαξ / fylax, gardien, en référence aux fleurs dont les cinq anthères semblent « monter la garde » autour de l’ovaire.

## Classification
En classification phylogénétique APG (1998), cette famille est acceptée mais n'est pas assignée à un ordre ou un clade. En classification phylogénétique APG II (2003), la famille est placée dans l'ordre Ericales et accepte deux circonscriptions possibles, optionnellement :
- stricto sensu : cette seule espèce
- lato sensu : en incluant les plantes des Ternstroemiacées.

La Angiosperm Phylogeny Website a choisi la deuxième option et considère 3 tribus :
- Pentaphylacoidées avec le genre Pentaphylax et une seule espèce.
- Ternstroémiées avec 2 genres Ternstroemiopsis et Anneslea et 103 espèces.
- Fréziériées avec les 9 autres genres et plus de 200 espèces.

## Liste des genres
La classification phylogénétique APG III (2009) inclut dans cette famille les genres précédemment placés dans les familles Ternstroemiaceae.
Selon NCBI (29 Jun 2010) :
- Adinandra (en)
- Anneslea (es)
- Archytaea (es)
- Cleyera
- Eurya (en)
- Euryodendron
- Pentaphylax (en)
- Ternstroemia

Selon Angiosperm Phylogeny Website (29 Jun 2010) :
- Adinandra
- Anneslea
- Balthazaria
- Cleyera
- Eurya Thunberg
- Freziera
- Killipiodendron (pt)
- Paranneslea (es)
- Pentaphylax
- Symplococarpon Airy Shaw
- Ternstroemia L. f.
- Ternstroemiopsis (es) Urban
- Visnea

Selon DELTA Angio (29 Jun 2010) :
- Pentaphylax

## Liste des espèces
Selon NCBI (29 Jun 2010) :
- genre Adinandra
  - Adinandra dumosa
  - Adinandra elegans
  - Adinandra formosana
  - Adinandra hainanensis
  - Adinandra hirta
  - Adinandra lasiostyla
  - Adinandra latifolia
  - Adinandra millettii
  - Adinandra yaeyamensis
- genre Anneslea
  - Anneslea fragrans
- genre Archytaea
  - Archytaea multiflora
- genre Cleyera
  - Cleyera japonica
  - Cleyera lipingensis
  - Cleyera pachyphylla
- genre Eurya
  - Eurya acuminata
  - Eurya acuminatissima
  - Eurya alata
  - Eurya amplexifolia
  - Eurya austroyunnanensis
  - Eurya chinensis
  - Eurya crenatifolia
  - Eurya disticha
  - Eurya distichophylla
  - Eurya emarginata
  - Eurya glaberrima
  - Eurya gnaphalocarpa
  - Eurya groffii
  - Eurya handel-mazzettii
  - Eurya hayatai
  - Eurya hebeclados
  - Eurya impressinervis
  - Eurya japonica
  - Eurya laotica
  - Eurya leptophylla
  - Eurya loquaiana
  - Eurya macartneyi
  - Eurya muricata
  - Eurya nanjenshanensis
  - Eurya nitida
  - Eurya obliquifolia
  - Eurya quinquelocularis
  - Eurya rengechiensis
  - Eurya rubiginosa
  - Eurya ryozoana
  - Eurya ryukyuensis
  - Eurya sakishimensis
  - Eurya septata
  - Eurya strigillosa
  - Eurya subintegra
  - Eurya weissiae
  - Eurya yaeyamensis
- genre Euryodendron
  - Euryodendron excelsum
- genre Pentaphylax
  - Pentaphylax euryoides
- genre Ternstroemia
  - Ternstroemia gymnanthera
  - Ternstroemia impressa
  - Ternstroemia kwangtungensis
  - Ternstroemia longipes
  - Ternstroemia luteoflora
  - Ternstroemia microphylla
  - Ternstroemia stahlii

Selon DELTA Angio (29 Jun 2010) :
- genre Pentaphylax
  - Pentaphylax euryoides